# Conector RCA

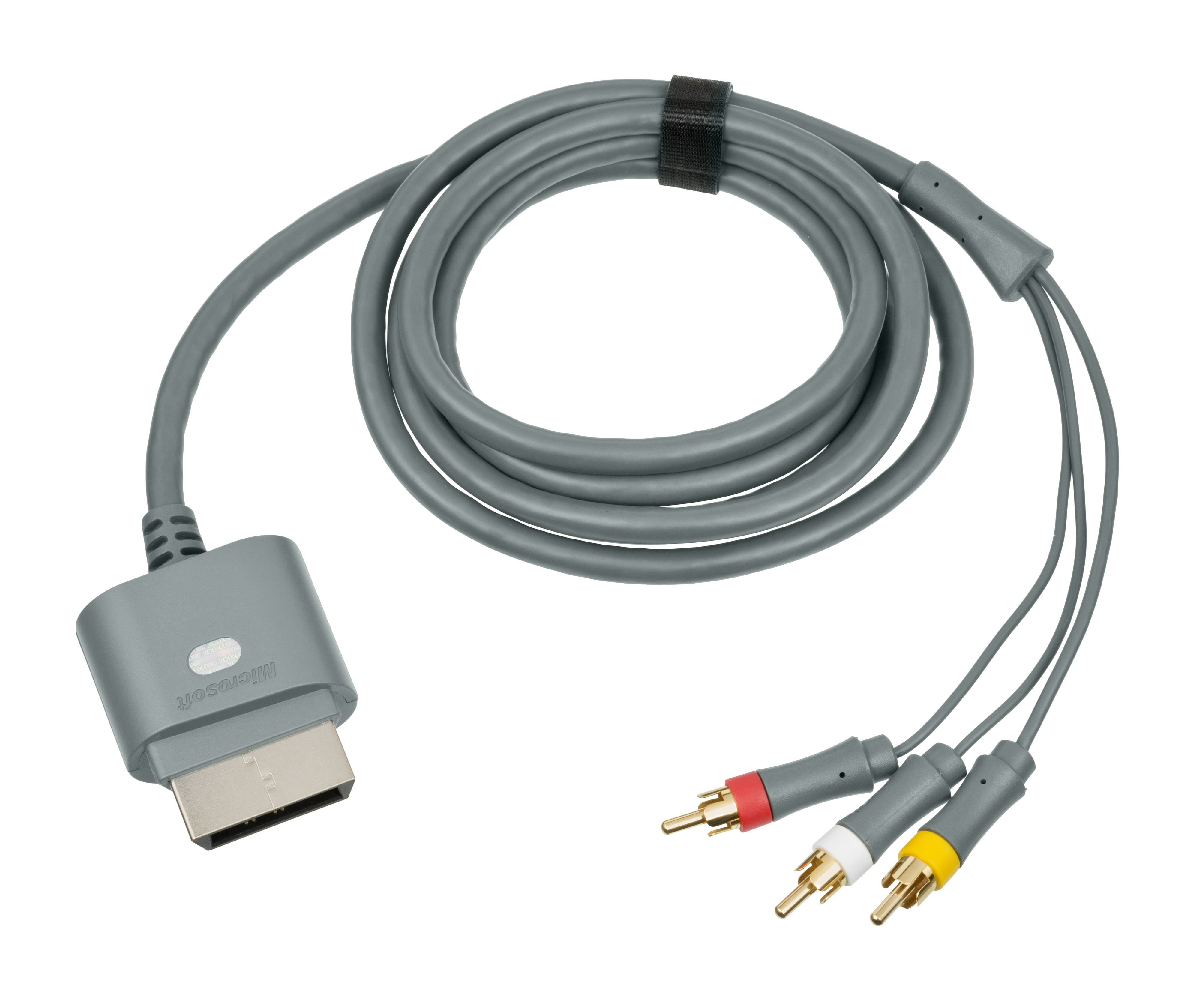
Cablu video compozit cu mufe RCA mascul pentru Xbox 360

Conectorul RCA este un tip de conector electric utilizat frecvent pentru transmiterea semnalelor audio și video analogice. Numele provine de la compania Radio Corporation of America, care a introdus acest design în anii 1930. În mod tipic, ieșirea este un conector de tip mufă (ștecher), iar intrarea este de tip priză (jack). Acestea sunt denumite respectiv mufă RCA și priză RCA.
Pe măsură ce sistemele audio de acasă au devenit mai complexe, cablurile RCA au devenit standard pentru conectarea componentelor precum receptoare radio, amplificatoare, magnetofoane sau CD playere. Datorită răspândirii lor, au fost adoptate și pentru semnal video, pentru conectarea televizoarelor analogice, a videorecorderelor, DVD playerelor și consolelor de jocuri. Sunt încă utilizate ca o metodă simplă și larg compatibilă de conexiune. În unele țări europene, precum Franța și Germania, conectorul RCA este cunoscut sub numele de cinch, un antonomaz de la producătorul Cinch din Chicago.
Cablurile RCA au un conector standard la fiecare capăt, constând dintr-un pin central masculin, înconjurat de un inel. Inelul este adesea segmentat pentru a oferi presiune de prindere prin arc atunci când este conectat. Dispozitivele sunt echipate cu o priză (jack feminin), constând dintr-o gaură centrală înconjurată de un inel metalic. Inelul prizei este ușor mai mic în diametru și mai lung decât cel al mufe, permițând ca inelul mufei să se fixeze ferm peste el. Între inelul exterior și cel interior al prizei se află un izolator, de obicei din plastic (versiunile foarte vechi sau cele destinate conexiunilor RF foloseau ceramică). Pinul central are un diametru de 3,175 mm (1/8 inch), iar inelul exterior are diametrul de 8,47 mm (1/3 inch).

## Istoric

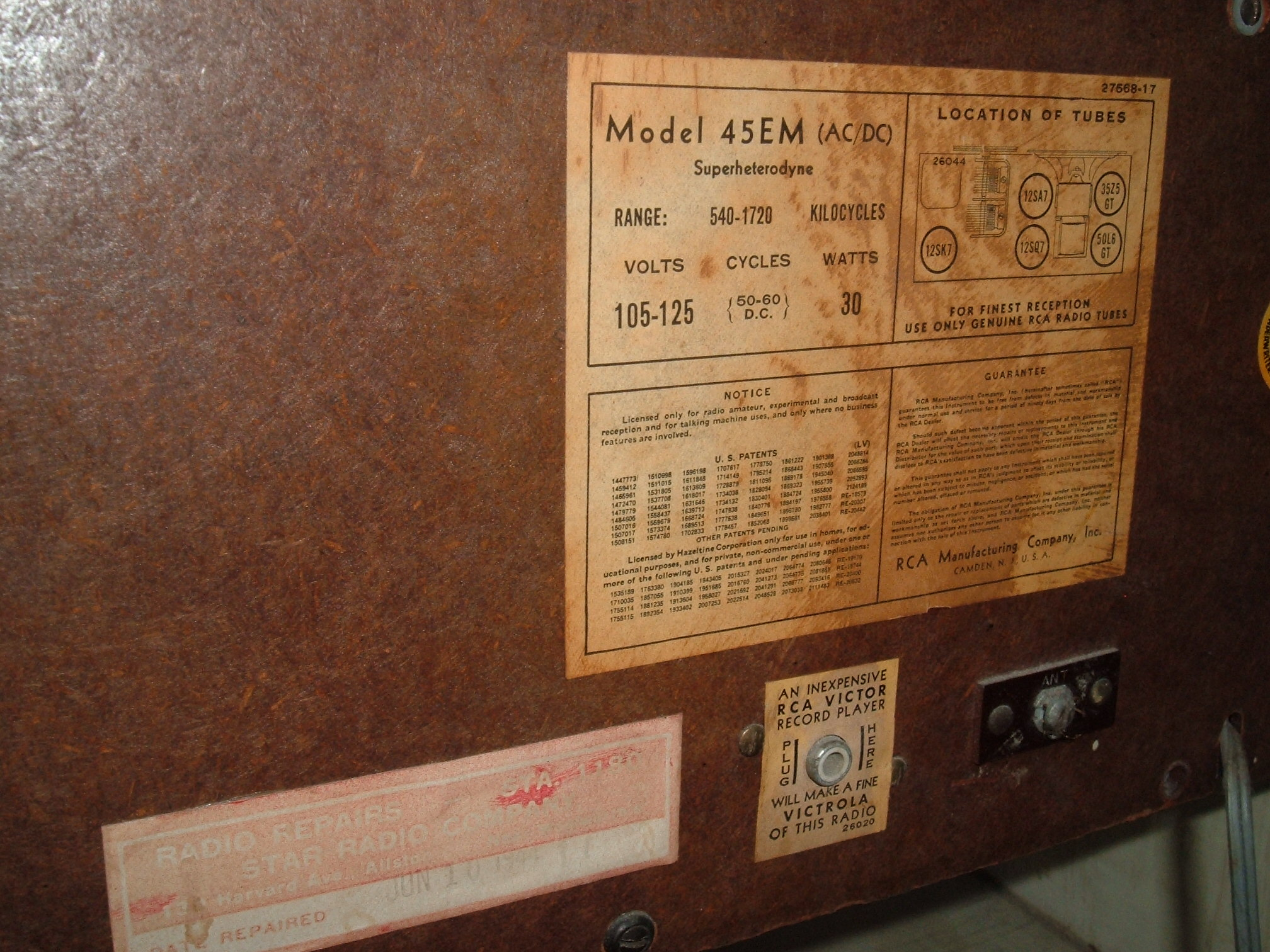
Panoul din spate al unui radio AM cu tuburi vidate model RCA 45EM din 1939, de birou

Conectorul RCA a fost introdus în 1937, în modelele de radiofonograf RCA U-109 și R-97. Acesta permitea deconectarea ușoară a surselor audio în timpul reparațiilor.
În 1938, conectorii RCA au fost mutați pe panoul posterior al mai multor modele de radio pentru a permite clienților să conecteze ulterior un pick-up sau un televizor.
În 1939, modelele RCA TRK-9 și TRK-12 au utilizat un cablu RCA pentru a transmite semnalul audio de la șasiul TV la amplificatorul radio. Alte modele mai ieftine aveau doar o ieșire audio RCA, fără amplificator integrat.
În anii 1950, conectorii RCA au început să înlocuiască conectorii telefonici de 6,35 mm în domeniul audio de consum, odată cu apariția sistemelor hi-fi.
În anii 1980, unele monitoare pentru PC și televizoare de înaltă clasă aveau intrări video compozit prin conectori RCA. Ulterior, multe televizoare au început să includă și ieșiri audio/video RCA sau chiar intrări video component.

## Utilizări

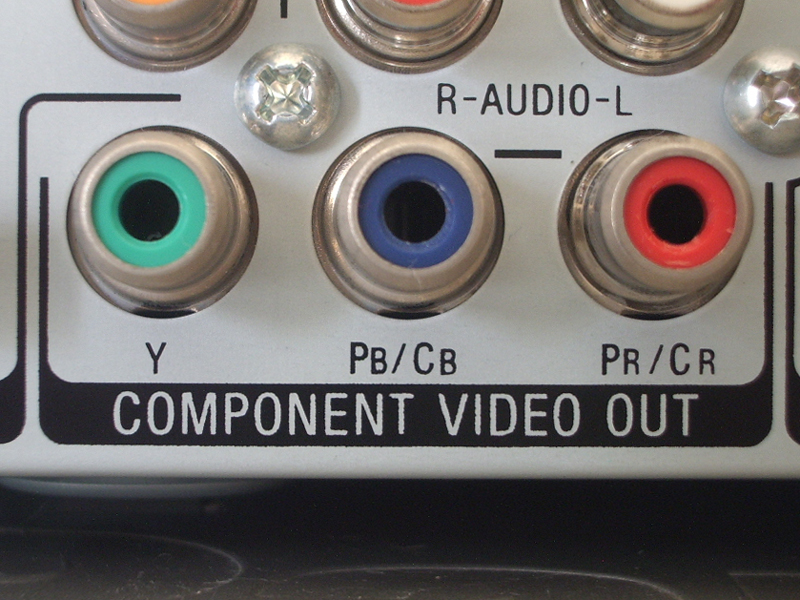
Mufe RCA mamă utilizate pentru ieșirea video

Inițial, conectorul RCA a fost folosit pentru semnale audio. Ulterior, a fost adoptat și pentru alte utilizări, cum ar fi alimentare electrică DC, semnale RF sau cabluri pentru boxe. Utilizarea sa pentru semnal video compozit este extrem de frecventă, deși are o potrivire slabă a impedanței.
Conectorii RCA sunt adesea colorați: galben pentru video compozit, roșu pentru canalul audio dreapta, și alb sau negru pentru canalul audio stânga. Aceste perechi sau seturi de trei conectori se găsesc frecvent pe spatele echipamentelor audio-video, televizoarelor, videocamerelor și consolelor de jocuri.
Deși aproape toate tipurile de semnal (audio analog, audio digital S/PDIF, video compozit, video component) pot fi transmise prin cabluri de 75 Ω, pe piață există cabluri specializate pentru fiecare. Calitatea variază, iar un cablu audio ieftin poate să nu transmită corect semnal video component. Pentru audio digital, dacă semnalul este transmis corect, calitatea audio rămâne fidelă, conform standardului IEC 60958-3.

## Dezavantaje
La conectarea mufei masculine în cea feminină, conexiunea semnalului activ („hot”) se realizează înainte ca legătura de masă (împământare) să fie stabilită complet; acest lucru produce adesea un zgomot puternic (buzz) dacă echipamentele sunt alimentate în momentul conectării.
Firele pentru semnal și masă ale unei conexiuni RCA formează o conexiune nebalansată. În anumite aplicații, mai ales în medii profesionale, se preferă o conexiune balansată, deoarece permite folosirea unor cabluri lungi, reducând în același timp susceptibilitatea la interferențe electromagnetice.
În cazul conectorilor RCA, fiecare semnal necesită o mufă separată. Chiar și conectarea simplă a unui casetofon poate necesita patru mufe: două pentru intrarea stereo și două pentru ieșirea stereo. Într-un sistem obișnuit, acest lucru duce rapid la o aglomerare de cabluri și la confuzie în privința conectării corecte. Situația se complică și mai mult în cazul semnalelor complexe, precum video component (trei cabluri pentru video și două pentru audio analogic – sau unul pentru audio digital coaxial).
Au existat încercări de introducere a unor conectori audio/video combinați pentru semnal direct, cel mai reușit exemplu fiind SCART care a avut succes în Europa, dar nu s-a răspândit semnificativ în alte regiuni. Pentru o perioadă, conectorul DIN cu 5 pini a fost popular pentru conexiuni stereo bidirecționale între echipamente A/V, dar a fost înlocuit complet în dispozitivele moderne de consum. În afara Europei, se folosesc în mod obișnuit conectori RCA separați, adesea completați de conectori RF pentru compatibilitate inversă și simplitate. Deși conectorii mini-DIN sunt utilizați pentru conexiuni S-Video, majoritatea semnalelor video compozit, video component și audio analogic (mono sau stereo) utilizează conectori RCA, cu excepția cazurilor în care semnalele sunt transmise prin SCART.
Înainte ca televiziunea HD să devină standard, aproape toate televizoarele, videorecorderele (VCR) și DVD playerele vândute în Europa aveau conectori SCART, uneori completați de conectori RCA și/sau RF. Există adaptoare SCART–RCA care permit de obicei intrarea video compozit și audio stereo.
Deși modulatoarele RF transmit semnale A/V combinate, acestea depind de sistemele de televiziune terestră și de conectori RF care nu sunt standardizați la nivel mondial. În plus, semnalele RF sunt de obicei inferioare celor directe, din cauza conversiilor de protocol și a limitărilor sistemelor TV analogice majore (NTSC, PAL și SECAM).
În domeniul digital, HDMI este larg utilizat în prezent în electronicele de consum, iar DisplayPort, un potențial concurent al HDMI, este frecvent întâlnit pe calculatoare și periferice moderne.

## Codarea culorilor în echipamente

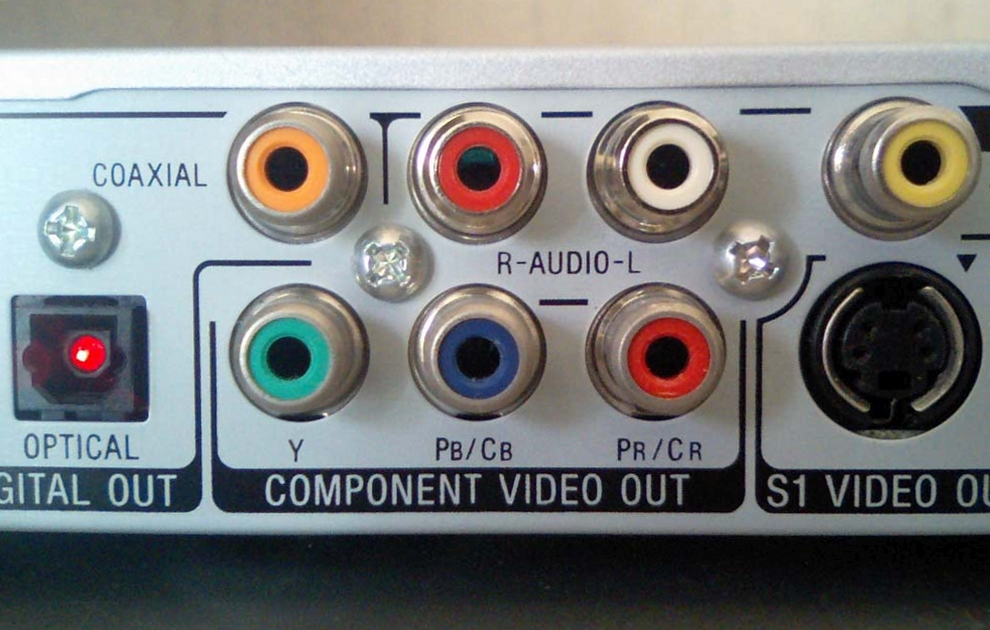
Diverse conectori RCA codificați prin culori pe un player DVD

Mufele și prizele de pe echipamentele pentru consumatori sunt convențional codificate prin culori pentru a facilita conectarea corectă. Culorile standard pentru diferitele tipuri de semnale sunt prezentate în tabelul de mai jos; totuși, dincolo de sistemele audio 7.1, acest standard s-a degradat într-o schemă mai generală de tip alb/galben, roșu/albastru și verde/galben, pentru fiecare cablu în parte.
Aplicațiile audio stereo folosesc fie combinația negru și roșu, gri și roșu, fie alb și roșu pentru conectorii RCA; în toate cele trei cazuri, roșu indică canalul drept. Albul sau violetul pot fi înlocuite și cu negru.
| Tip semnal                        | Canal / Funcție                                     | Culoare    | Culoare |
| --------------------------------- | --------------------------------------------------- | ---------- | ------- |
| Video analogic compozit           | Compozit                                            | Galben     |         |
| Analog audio                      | Stânga / Mono (înregistrare - cablu cu 4 conectori) | Alb        |         |
| Analog audio                      | Dreapta (înregistrare - cablu cu 4 conectori)       | Roșu       |         |
| Analog audio                      | Bandă stânga (redare - cablu cu 4 conectori)        | Negru      |         |
| Analog audio                      | Bandă dreapta (redare - cablu cu 4 conectori)       | Galben     |         |
| Analog audio                      | Centru (canal audio central)                        | Verde      |         |
| Analog audio                      | Surround stânga                                     | Albastru   |         |
| Analog audio                      | Surround dreapta                                    | Gri        |         |
| Analog audio                      | Surround spate stânga                               | Maro       |         |
| Analog audio                      | Surround spate dreapta                              | Bej        |         |
| Analog audio                      | Subwoofer                                           | Violet     |         |
| Digital audio                     | S/PDIF                                              | Portocaliu |         |
| Componentă video analogic (YPBPR) | Y                                                   | Verde      |         |
| Componentă video analogic (YPBPR) | PB/CB                                               | Albastru   |         |
| Componentă video analogic (YPBPR) | PR/CR                                               | Roșu       |         |
| Componentă video/VGA (RGB/HV)     | R (roșu)                                            | Roșu       |         |
| Componentă video/VGA (RGB/HV)     | G (verde)                                           | Verde      |         |
| Componentă video/VGA (RGB/HV)     | B (albastru)                                        | Albastru   |         |
| Componentă video/VGA (RGB/HV)     | H (sincronizare orizontală) / S (sync compus)       | Galben     |         |
| Componentă video/VGA (RGB/HV)     | V (sincronizare verticală)                          | Alb        |         |

## Galerie

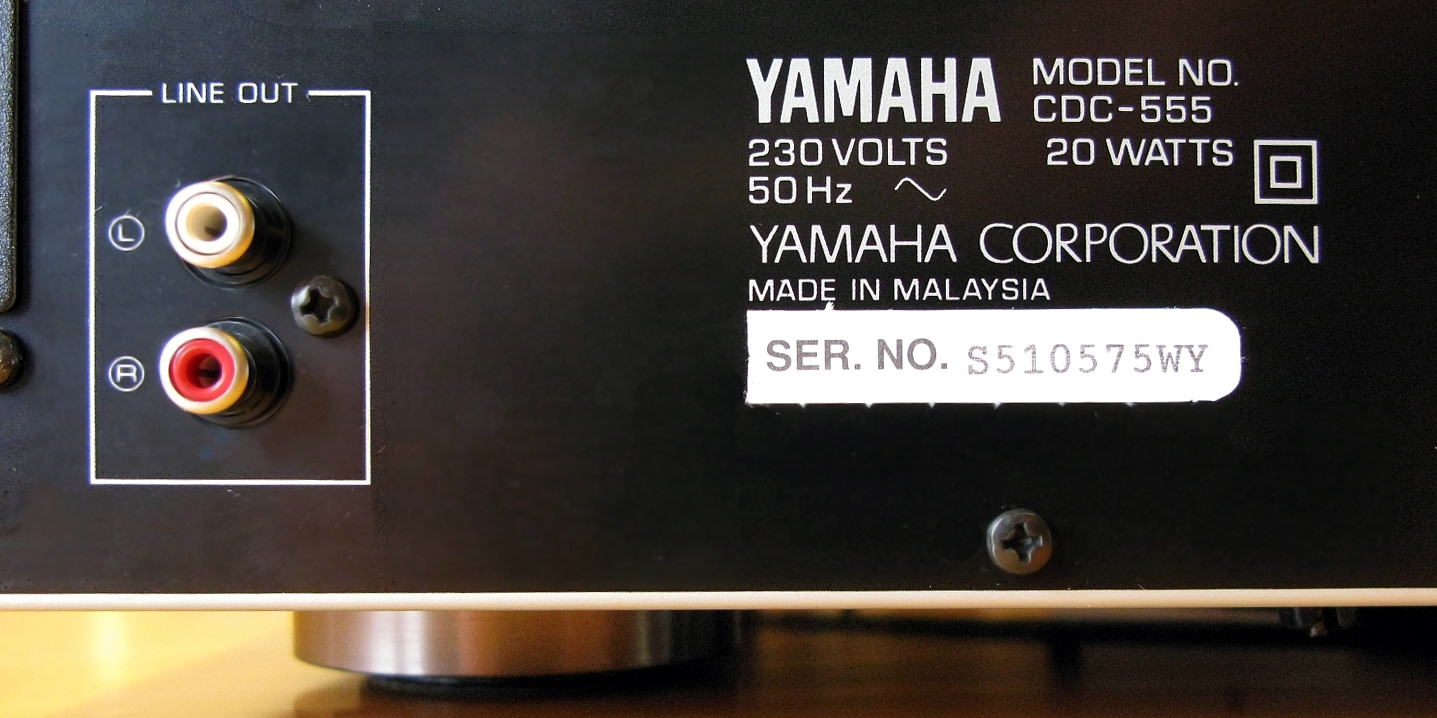
Ieșire stereo RCA pe un CD player
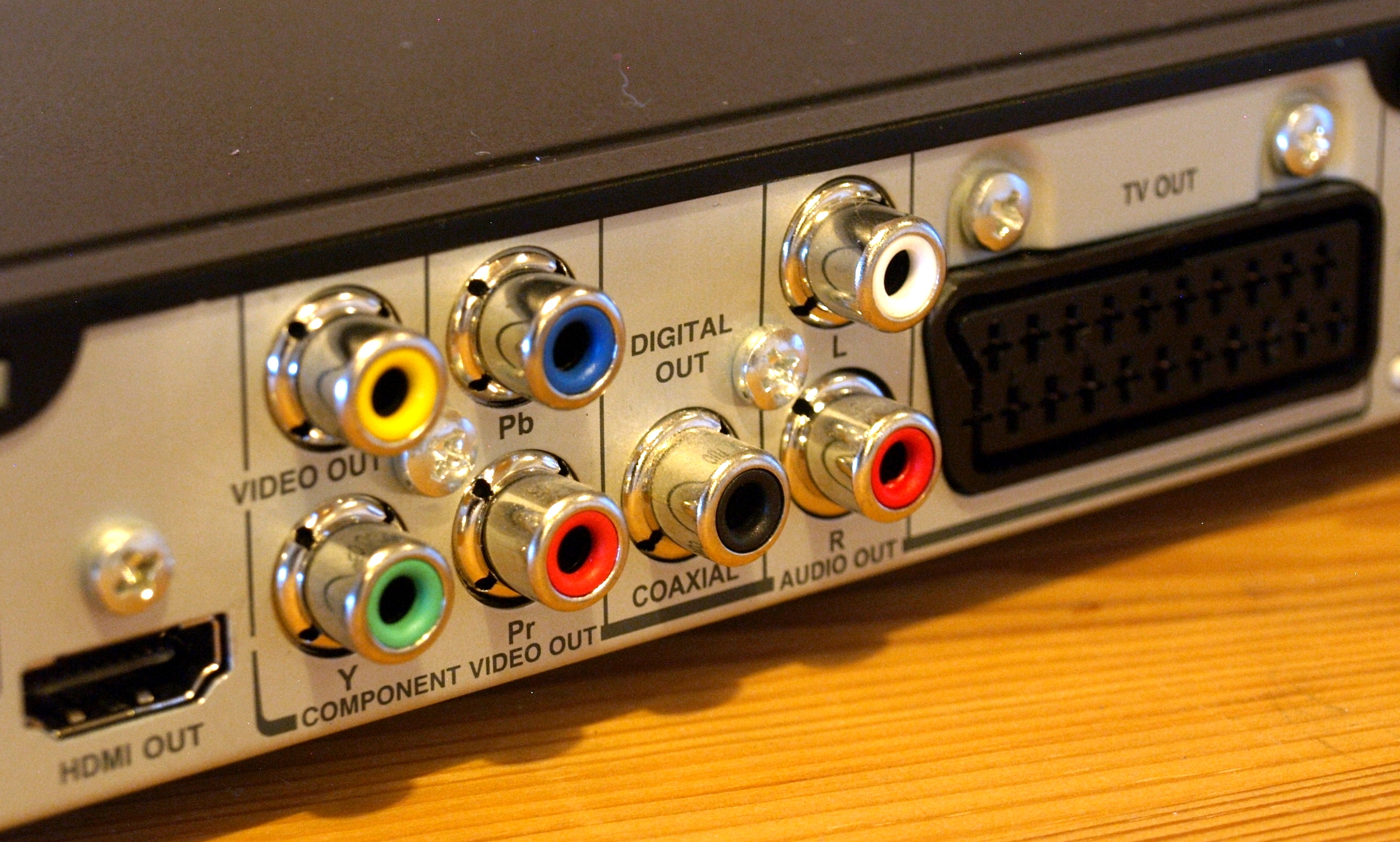
Player DVD cu ieșiri video și audio
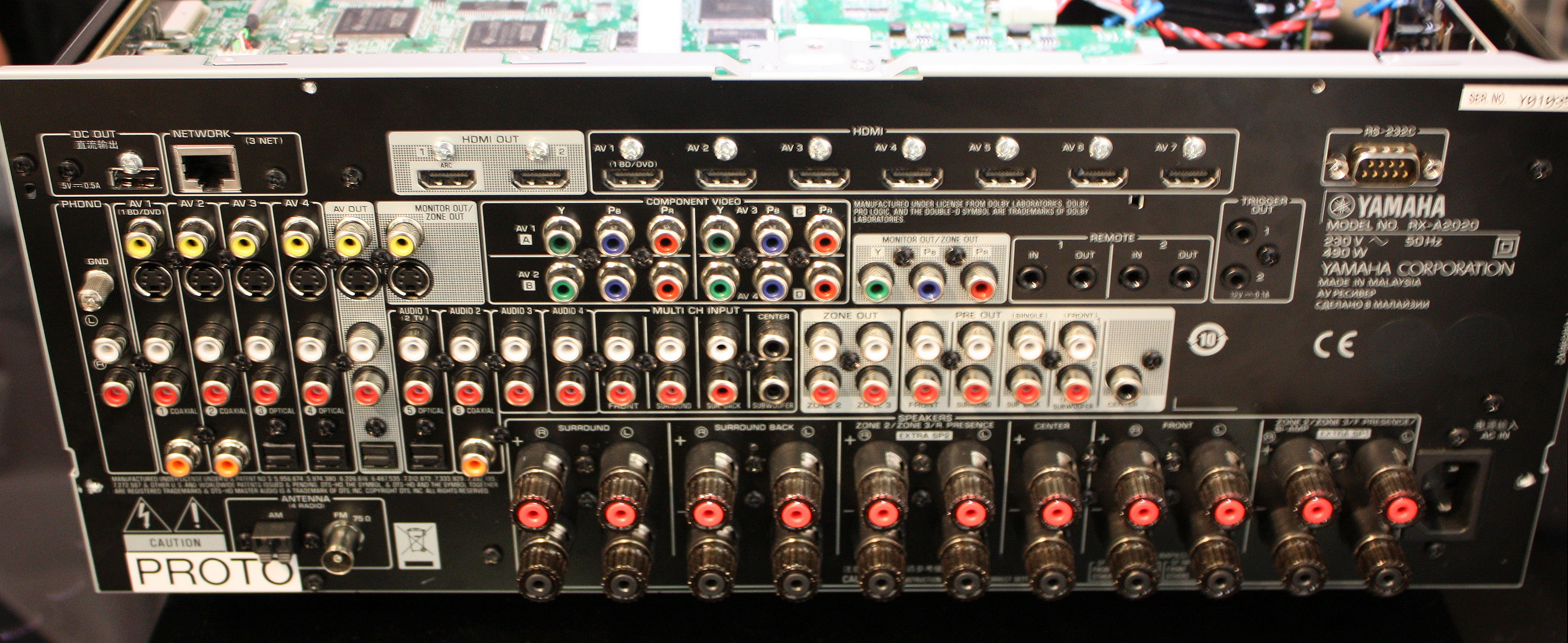
Partea din spate a unui receptor AV din 2012
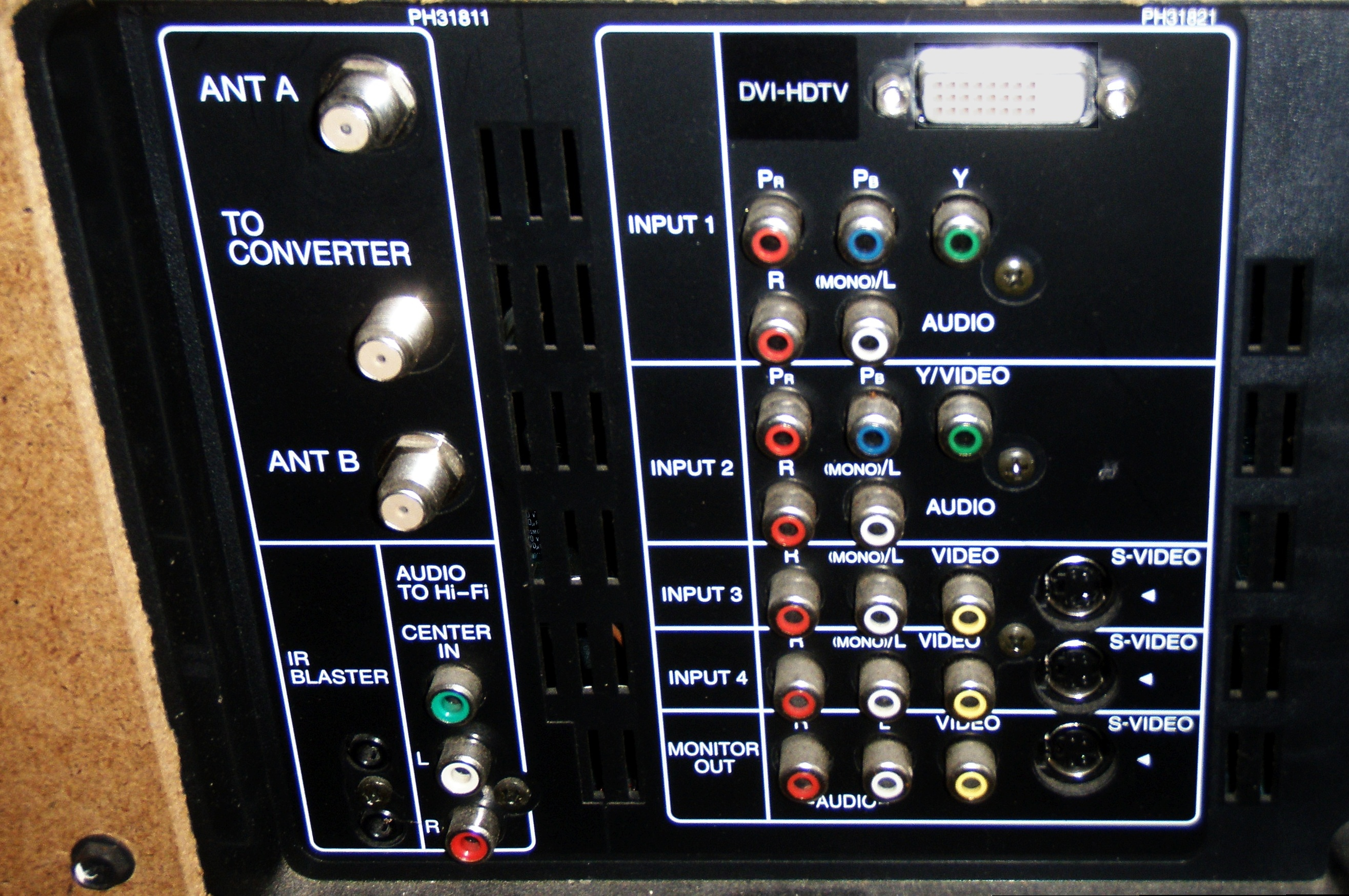
Televizor cu proiecție CRT de la începutul anilor 2000, cu capabilități HD 1080i
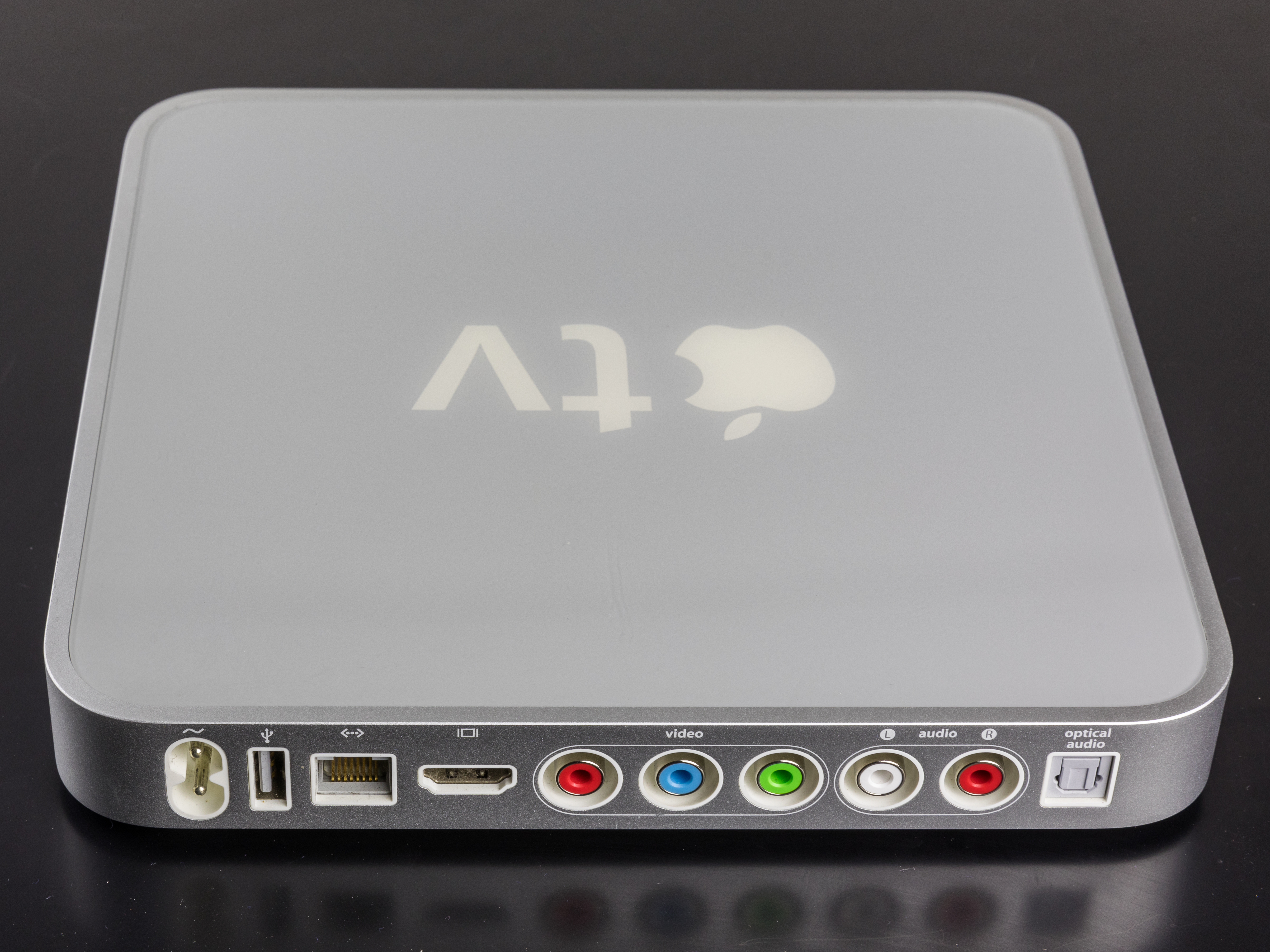
Prima generație de Apple TV cu ieșiri stereo RCA